# اسدالله جامی
اسدالله جامی (زاده ۱۳۴۰ در ‌‌تربت جام) نماینده مردم تربت جام و تایباد در مجلس سوم شورای اسلامی بود. 